# Juam-myeon
Juam-myeon (koreanska: 주암면) är en socken i kommunen Suncheon i provinsen Södra Jeolla i den södra delen av Sydkorea, 280 km söder om huvudstaden Seoul.